# Хенрик Томашевски
Хенрик Томашевски (пољ. Henryk Tomaszewski; Познањ, 20. новембар 1919 — Ковари, 23. септембар 2001) био је пољски мимичар и директор позоришта.

## Биографија
Хенрик Томашевски је рођен 20. новембра 1919. године у Познању. У Краков се преселио 1945. године како би студирао позоришну уметност након завршетка Другог светског рата. Током овог периода Томашевски је студирао у Позоришном студију Ива Гала у периоду 1945 — 1947. године и балет под покровитељством Феликса Парнела. Томашевски је напустио Парнела 1949. године и преселио се у Вроцлав, где је студирао балет и почео да развија сопствене концепте у мимици.
Године 1956, Мимичарски студио Томашевског имао је свој први перформанс у Пољском театру у Вроцлаву. Две године касније, 1958, Мимичарски студио је преименован у Вроцлавски мимичарски студио, а 1959. године добио је статус државног позоришта.
Концепција мимичарске технике Томашевског модерна је на сличан начин као и технике Етјена Декруа и Жака Лекока, али је он развио исту заједно са различитим цртама које потичу од дазлика између традиција пољског и француског позоришта.
У периоду 1960 — 1966, године Томашевски је сарађивао са Службом Беспјеченством (Државна контраобавештајна служба), извештавајући исту о активностима његових пријатеља и колега. За ове активности Томашевски није примао никакву надокнаду, а др Себастијан Лигарски, истраживач који је открио досије Томашевског у архиви вроцлавског националног института, претпоставља да га је служба уцењивала било због његових познатих хомосексуалних тенденција, било претњама о забрани путовања у иностранство. Служба је веровала да ће Томашевски, ако буде путовао у иностранство заједно са својим колегама из пантомимичарског позоришта, можда остварити сарадњу са неким страним обавештајним службама.